# Fun Factory (álbum)
Fun Factory es el segundo álbum sencillo del grupo femenino surcoreano fromis_9. El álbum fue lanzado el 4 de junio de 2019 por Off the Record Entertainment y distribuido por Stone Music Entertainment y Genie Music. El sencillo principal del álbum lleva por título «Fun!».

## Antecedentes y lanzamiento
El 22 de mayo de 2019, se reveló que fromis_9 lanzaría su nueva producción musical el 4 de junio de 2019, un nuevo álbum sencillo de nombre Fun Factory.
Un grupo de imágenes conceptuales fueron lanzadas el 23 de mayo, mientras que los avances de los vídeos musicales con cada una de las miembros se publicaron del 24 de mayo al 2 de junio de 2019.
El álbum sencillo contiene tres pistas, incluido el sencillo principal «Fun!», además de las canciones «Love RumPumPum» y «Fly High». Las miembros Song Ha-young y Park Ji-won participaron en la escritura y composición de la canción «Fly High».
El teaser del vídeo musical de «Fun!» se lanzó el 31 de mayo y el vídeo musical completo se lanzó el 4 de junio de 2019, junto con el lanzamiento del álbum sencillo.

## Promoción
El grupo comenzó a promocionar el sencillo «Fun!» el 6 de junio de 2019 en el programa M! Countdown del canal Mnet, seguido por actuaciones en los programas Music Bank de KBS, Show! Music Core del canal MBC y en Inkigayo de SBS.
Después de terminar las promociones de «Fun!», se anunció que el grupo llevaría a cabo una ronda adicional de presentaciones, esta vez promocionando el lado B del álbum, «Love RumPumPum». La primera actuación fue en Music Bank el 12 de junio del mismo año.

## Lista de canciones
| Descarga digital | |                                                 |                                                     |                                      |          |  |
| N.º              | Título | Letras                                          | Música                                              | Arreglos                             | Duración |  |
| 1.               | «Fun!» | Kim Ji-hyang, Cho Sim, Koo Bon-am, Hwang Yu-bin | Drew Ryan Scott, Sean Michael Alexander, Melodesign | AVENUE 52, Melodesign                | 3:03     |  |
| 2.               | «Love RumPumPum» (Lee Sae-rom, Jang Gyu-ri, Roh Ji-sun, Lee Seo-yeon, Lee Chae-young, Lee Na-gyung & Baek Ji-heon) | Baekgom, Baekgu                                 | Anchor, Park Ki-tae, Baekgom, Baekgu                | Anchor, Park Ki-tae, Baekgom, Baekgu | 3:05     |  |
| 3.               | «Fly High» (Song Ha-young & Park Ji-won)                                                                           | Song Ha-young, Park Ji-won                      | Nmore, Song Ha-young, Park Ji-won                   | Nmore                                | 3:36     |  |
| 9:47             | |                                                 |                                                     |                                      |          |  |

## Posicionamiento en listas
| Lista (2019)                     | Mejor posición |
| -------------------------------- | -------------- |
| Corea del Sur (Gaon Album Chart) | 2              |

## Historial de lanzamiento
| País   | Fecha              | Formato                       | Sello                                                  |
| ------ | ------------------ | ----------------------------- | ------------------------------------------------------ |
| Varios | 4 de junio de 2019 | CD Descarga digital streaming | Off the Record, Stone Music Entertainment, Genie Music |